# Џејмс Ворди
Џејмс Ејџер Ворди (енгл. James Ager Worthy; Гастонија, 27. фебруар 1961) бивши је амерички кошаркаш. Спада у 50 најбољих играча у историји НБА лиге, а члан је и тима 75, у коме се налази 75 најбољих играча током 75 година НБА. Због његових великих доприноса у битним утакмицама, има надимак Big Game James.
Лос Анђелес лејкерси су га 1982. изабрали као првог пика прве рунде, а са њима је 3 пута био шампион (1985, 1987, 1988), МВП финала 1988, и 7 пута играч на НБА Ол-стар мечу (1986—92). Од 2003. је због играчких достигнућа члан Куће славних, и Лејкерси су повукли из употребе његов дрес са бројем 42.

## Успеси

### Клупски
- Лос Анђелес лејкерси:
  - НБА (3): 1984/85, 1986/87, 1987/88.

### Репрезентативни
- Светско првенство до 19 година:  1979.

### Појединачни
- НБА Ол-стар меч (7): 1986, 1987, 1988, 1989, 1990, 1991, 1992.
- Најкориснији играч НБА финала (1): 1987/88.
- Идеални тим НБА — трећа постава (2): 1989/90, 1990/91.
- Идеални тим новајлија НБА — прва постава: 1982/83.